# Макаров, Олег Витальевич
Оле́г Вита́льевич Мака́ров (род. 22 октября 1962 года в Ленинграде) — советский фигурист, выступавший в парном разряде. Вместе с женой, Ларисой Селезнёвой, он — бронзовый призёр зимней Олимпиады 1984 года в Сараево, двукратный чемпион мира среди юниоров (1980 и 1981), двукратный чемпион Европы и четырёхкратный чемпион СССР. Заслуженный мастер спорта СССР (1989). Мастер спорта СССР международного класса. Награждён медалью «За трудовое отличие». В настоящее время живёт и работает тренером по фигурному катанию в США.

## Карьера
Начинал кататься в паре с Мариной Петровой, одним из первых крупных соревнований стала Зимняя Спартакиада народов СССР 1978 в Свердловске, где они заняли 11-е место среди юниоров. Большую часть спортивной карьеры работали у тренера Игоря Москвина, сразу выведшего пару на самый сложный уровень, в том числе невиданные для того времени набор прыжков (тройной тулуп, двойной аксель, каскад двойной аксель — двойной тулуп в одной программе), а также комбинацию выброс двойной аксель — тройка — прыжок двойной аксель. Кроме того пара впервые в мире демонстрировала в разных программах четыре сложнейших и сегодня выброса — тройные риттбергер, сальхов, тулуп, а также аксель в два с половиной оборота. И. Б. Москвин старался сделать программы, интересные по художественной идее, музыке и хореографии. Все это позволило паре с первого сезона в сборной СССР сразу выиграть бронзу на Олимпийских играх (1984).
Был известен конфликт Олега Макарова и Олега Васильева. На тренировке спортсмены столкнулись, завязалась драка и Макаров сломал Васильеву челюсть. В результате пара Селезнёва—Макаров была дисквалифицирована и пропустила почти весь 1983 год.

## Личная жизнь
Женат на своей бывшей партнёрше, Ларисе Селезнёвой. Их дочь, Ксения Макарова — чемпионка России 2010 года в женском одиночном катании. Олег Макаров и его жена являются у дочери тренерами.

## Спортивные достижения

### после 1986 года
| Соревнования                | 1986—87 | 1987—88 | 1988—89 | 1989—90 |
| --------------------------- | ------- | ------- | ------- | ------- |
| Зимние Олимпийские игры     |         | 4       |         |         |
| Чемпионаты мира             | 4       | 3       |         | 4       |
| Чемпионаты Европы           | 1       | 2       | 1       | 2       |
| Чемпионаты СССР             |         | 1       | 1       | 1       |
| NHK Trophy                  |         |         | 1       | 2       |
| Турнир «Московские Новости» |         | 3       |         |         |

### до 1986 года
| Соревнования                  | 1978—79 | 1979—80 | 1980—81 | 1981—82 | 1982—83 | 1983—84 | 1984—85 | 1985—86 |
| ----------------------------- | ------- | ------- | ------- | ------- | ------- | ------- | ------- | ------- |
| Зимние Олимпийские игры       |         |         |         |         |         | 3       |         |         |
| Чемпионаты мира               |         |         |         |         |         | 4       | 2       | 4       |
| Чемпионаты Европы             |         |         |         |         |         | 4       | 2       |         |
| Чемпионаты мира среди юниоров | 2       | 1       | 1       |         |         |         |         |         |
| Чемпионаты СССР               |         |         |         | 5       | 4       |         | 1       |         |
| Чемпионаты СССР среди юниоров | 1       | 1       | 1       |         |         |         |         |         |
| Турнир «Московские Новости»   |         |         |         |         |         |         |         | 1       |
| Ennia Challenge Cup           |         |         |         | 2       | 1       |         |         |         |